# Megarasbora
Megarasbora is een geslacht van straalvinnige vissen uit de familie van karpers (Cyprinidae).

## Soort
- Megarasbora elanga (Hamilton, 1822)